# Lethbridge
Lethbridge là một thành phố ở tỉnh Alberta, Canada, là thành phố lớn nhất ở Nam Alberta. Đây là thành phố đông dân thứ 4 sau Calgary, Edmonton, và Red Deer và lớn thứ 3 về mặt diện tích sau Calgary và Edmonton. Canadian Rockies gần đó góp phần làm cho thành phố này có mùa Hè mát mẻ, mùa Đông ôn hòa và khí hậu có gió. Lethbridge nằm ở đông nam của Calgary bên dòng sông Oldman.
Lethbridge là trung tâm thương mại, tài chính, vận tải và công nghiệp của Nam Alberta. Nền kinh tế của thành phố phát triển từ khai khoáng than đá cuối thế kỷ 19 và ngành nông nghiệp đầu thế kỷ 20. Một nửa lực lượng lao động ở đây làm trong lĩnh vực y tế, giáo dục, bán lẻ và du lịch và nhóm 5 lĩnh vực dùng nhân công nhiều nhất là các cơ quan chính quyền. Trường đại học duy nhất ở Alberta, phía nam của Calgary nằm ở Lethbridge, và hai trường cao đẳng khác ở Nam Alberta có khu trường sở trong thành phố này. Các điểm đến văn hóa ở thành phố này có: các nhà hát nghệ thuật biểu diễn, các bảo tàng và các trung tâm thể thao.